# لوئیس دگا
لوئیس دگا (زاده ۱۸۹۰ در مارسی، فرانسه - مرگ: ۱۹۴۵ در گویان فرانسه) یک زندانی مستقر در بازداشتگاه جزیره شیطان گویان فرانسه بود. او به خاطر جعل و تقلب اسناد به پانزده سال زندان محکوم شد. او به مدت ۱۳ سال با آنری شاریر (پاپیون) دوست بود 
در سال ۱۹۷۳ فرانکلین جی شافنر، کارگردان سینما، زندگی آنری شاریر و لوئیس دگا را از روی کتاب پاپیون به قلم خود آنری شاریر به فیلمی با عنوان پاپیون تبدیل کرد و نقش دگا را در این فیلم داستین هافمن بازی کرد.